# Novembre 1841

## Événements
- 2 novembre (Afghanistan) : Akbar Khan, un fils de Dost Mohammad, mène une révolte victorieuse contre Shah Shuja, et les garnisons anglo-indiennes stationnées dans le pays. Les Britanniques sont chassés de Kaboul en janvier 1842.

- 6 novembre, France : Victor Hugo gagne le procès qui l'opposait à Gaetano Donizetti. Celui-ci devra prendre un autre livret et modifier le titre de l'opéra (Lucrèce Borgia).

- 7 novembre : des esclaves embarqués à bord du Creole s’emparent du navire et mettent le cap sur les Antilles Britanniques où l’esclavage a été aboli en 1833. Le Royaume-Uni refuse de rendre les esclaves, ce qui provoque une tension diplomatique avec les États-Unis.

- 11 novembre : le comte de Pahlen, ambassadeur de Russie, quitte la France pour ne pas avoir à présenter les vœux du corps diplomatique à Louis-Philippe Ier (que Nicolas Ier de Russie récuse plus ou moins sourdement comme roi, il aurait dû, selon lui, être le régent du duc de Bordeaux). Début d'une brouille diplomatique de plusieurs années avec la Russie. C'est Casimir Périer, fils, qui est chargé d'affaires et Ernest de Barante (fils de Prosper de Barante?) qui est ambassadeur en titre.

## Naissances
- 1er novembre : Charles-Ange Laisant (mort en 1920), mathématicien et homme politique français.
- 6 novembre : Armand Fallières futur président de la République française.
- 9 novembre : Édouard VII, futur roi du Royaume-Uni.
- 16 novembre : Jules Violle (mort en 1923), physicien français.
- 19 novembre : Antonio Salinas (mort en 1914), numismate et archéologue italien.
- 20 novembre :
  - Victor D'Hondt (mort en 1901), juriste et mathématicien belge.
  - Wilfrid Laurier, futur Premier ministre du Canada († 17 février 1919).
- 25 novembre : Ernst Schröder (mort en 1902), mathématicien allemand.
- 27 novembre : Lagartijo (Rafael Molina Sánchez), matador espagnol († 1er août 1900).

## Décès
- 5 novembre : Martin Michel Charles Gaudin, duc de Gaète, homme politique français, ministre des Finances du Consulat et de l'Empire. (° 16 janvier 1756).
- 9 novembre : Victor Audouin, naturaliste, entomologiste et ornithologue français (° 1797).
- 14 novembre : Thomas Bruce (né en 1766), diplomate, militaire et archéologue amateur britannique.
- 21 novembre : Nicolas Clément (né en 1779), physicien et chimiste français.
- 23 novembre : Watanabe Kazan, peintre et lettré japonais (° 1793). Condamné à mort pour avoir demandé le développement de relations avec les pays étrangers, puis assigné en résidence forcée sur ses terres, il se suicide.